# Moscou-sur-Vodka
Moscou-sur-Vodka (en russe : Москва-Петушки) est un roman de l'écrivain soviétique Venedikt Erofeïev écrit en 1969 et traduit en français pour la première fois à Paris en 1976,,,,,.

## Trame narrative
Faute de trouver le Kremlin, une fois que la gare de Koursk (à Moscou) a été trouvée, tout est direct, assuré, limpide, et imbibé : chaque tronçon du parcours Moscou-Petouchki (125 km environ) est l'occasion d'un bref chapitre rappelant un épisode de la vie du narrateur, Venedikt Eroféïev. Puis un petit groupe de buveurs se forme, avec conversation ivre. Quand vient le contrôleur habituel de la ligne, chaque voyageur sans ticket est tenu de payer son billet en lui servant un gramme d'alcool par kilomètre. La fin de l'Odyssée, la descente à Petouchki, est encore plus problématique.

## Édition française
- Vénédict Erofeiev (trad. Annie Sabatier et Antoine Pingaud, postface Michel Heller), Moscou-sur-Vodka [« Москва - Петушки »], Paris, Albin Michel,‎ 1990 (1re éd. 1976), 206 p. (ISBN 978-2-226-00253-2)